# كاظم الشويلي
كاظم الشويلي قاص وروائي وناقد وناشر ولد في بغداد عام 1968.، .. له تجارب في النقد والقصة والرواية، يؤسس لمستقبله الإبداعي بتأن وصبر باشر في مشاريع ثقافية وكان آخرها مشروع الورشة الثقافية كبرنامج تلفزيوني الذي حالما ما وجد أقبالا كبيرا من الوسط الثقافي والادبي والشويلي عضو اتحاد الأدباء العراقيين، عضو نقابة الصحفيين العراقيين، وعضو اتحاد الناشرين العراقيين محرر رؤى ثقافية وعمود أوراق ثقافية عمل معد ومقدم في برنامج الورشة من على قناة الغدير مؤسس مجموعة الورشة الثقافية على صفحة الفيسبوك.
والان هو مسؤول دار الورشة الثقافية للطباعة والنشر والتوزيع..
1. مواسم الثلج والنار، رواية.
2. نيران ليس صديقتي، رواية.
3. روايتي الفائزة بالجائزة، رواية
4. الزيلفون ، مجوعة قصصية.
5. كيف نكتب رواية ناجحة، مقالات نقدية.

عضو اتحاد أدباء العراق وعضو نقابة الصحفيين العراقيين ورئيس مؤسسة الورشة الثقافية والمشرف العام لجريدة روائيون والمشرف العام لجريدة الورشة الثقافية ورئيس تحرير جريدة السياسة الآن.
بدأ مشواره الأدبي مع تجارب في كتابة قصائد نثرية ونصوص مسرحية، ثم الانتقال إلى السرد، حيث نشر أول قصة قصيرة في عام 1993 بعنوان «النقطة». نشر موضوعاته الأدبية في الصحف والمجلات العراقية المعارضة الصادرة خارج العراق وذلك لغاية 2003. وعمل في إعداد وتقديم وإخراج بعض البرامج التلفزيونية بعد عام 2003. كتب عدد كبير من القصص القصيرة والمقالات النقدية وقصص الأطفال.
النشر والتواصل مع المنتديات والمواقع الإلكترونية الرصينة.
المساهمة بإقامة الكثير من المهرجانات والاصبوحات الادبية والثقافية الخاصة بمؤسسة الورشة الثقافية.